# 李勇夫
李勇夫（韓語：이용부，?—?），高麗武官，出身全州李氏，高丽武人政权首领李义方的父亲，朝鲜太祖李成桂的八世祖。

## 生平
李勇夫是全州李氏始祖李翰的十五世孙，他娶政丞李珩的女儿为妻，生下四子一女。长子李俊義，次子李義方，三子李隣，四子李琚（后代为平章事公派），女儿为于學儒之妻李氏。李勇夫官至大将军。李隣的孙子就是朝鲜太祖的高祖父朝鲜穆祖（李安社）。

## 家族

### 十世祖
- 李兢休，官至司空，是全州李氏进入高丽王朝的第一代

### 祖父
- 李珍有，高丽生员户长

### 父亲
- 李宮進，高丽翰林副使、忠清道指挥使、中赞

### 兄长
- 李端信，高丽门下侍中，后代为侍中公派